# Orthopneumovirus
Genre
Synonymes
- Pneumovirus

Orthopneumovirus est un genre de virus de la famille des Pneumoviridae.

## Liste d'espèces
Selon l’ICTV et NCBI (6 août 2018) :
- Bovine orthopneumovirus ou Virus respiratoire syncytial bovin (VRSB) (Bovine respiratory syncytial virus)
- Human orthopneumovirus ou Virus respiratoire syncytial (VRS) (Human respiratory syncytial virus)
- Murine orthopneumovirus ou Virus de la pneumonie murine (Murine pneumonia virus)